# Nationale Befreiungsfront der Moros

Flagge der Nationalen Befreiungsfront der Moros

Die Nationale Befreiungsfront der Moros (englisch Moro National Liberation Front, MNLF) ist eine Rebellen- und Guerillagruppe, die seit 1970 im Süden der Philippinen für einen eigenständigen muslimischen Staat namens Bangsamoro kämpft.
Mittlerweile ist sie auf den Philippinen wie auch international durch die Organisation der Islamischen Konferenz als politische Organisation anerkannt. Dies erlaubt es der MNLF, bei dieser Konferenz die Volksgruppe der Moros zu repräsentieren, allerdings nur im Status eines Beobachters.
Die Gruppe ist eine wichtige Partei des Bezirks Autonomous Region in Muslim Mindanao.

## Vorgeschichte
Die Geschichte des Islam auf den Philippinen begann bereits im frühen 14. Jahrhundert mit der Ankunft arabischer und malaiischer Händler im südwestlichen Teil der Philippinen.
Um 1380 kam mit Karim ul’ Makhdum der erste muslimische Missionar auf den Sulu-Archipel und brachte den Islam auf die Philippinen. In den folgenden Jahrzehnten entstanden im Süden der Philippinen große Sultanate, wie das Sultanat von Maguindanao und das Sultanat von Sulu.
Als die Spanier 1565 die Philippinen als ihre Kolonie beanspruchten und es somit Neuspanien angliederten, war der Islam noch nicht so tief verwurzelt, so dass es ihnen nicht schwer fiel, auch die muslimische Bevölkerung zum Christentum zu bekehren. Außerdem wurde die Christianisierung der Philippinen weitgehend friedlich durchgeführt, unter anderem wurden animistische Praktiken weitgehend geduldet, von denen einige bis heute überlebt haben. Nur im Süden konnte der Islam weiterhin Anhänger finden und bildete dort eine Basis für den islamischen Glauben.
Im Laufe des 20. Jahrhunderts begann eine starke Immigrationswelle von den nördlich gelegenen Inselgruppen der Visayas und Luzon in die weniger besiedelten Gebiete Mindanaos. Die Zahl der Einwanderer erhöhte sich kontinuierlich bis 1937. Durch den Zweiten Weltkrieg stockte die Flut der Umsiedler, stieg nach 1950 jedoch wieder deutlich an. Durch die Ankömmlinge wurden die Einheimischen immer weiter in das Hinterland und in die Hochebene ihrer Heimat zurückgedrängt. Die religiösen und kulturellen Gegensätze der ethnischen Gruppen führten in vielen Regionen zu immer größer werdenden Spannungen zwischen den christlichen und den muslimischen Volksgruppen.
In diesem Klima zivilen Aufruhrs eskalierte die lang anhaltende Reizstimmung zwischen den Moros und den Christen. 
Im September 1972 wurde aufgrund des zunehmenden Konfliktes für Mindanao und den Sulu-Archipel das Kriegsrecht ausgerufen und alle Siedler dazu aufgefordert, sich mit Waffengewalt gegen die aufkommende Rebellion der traditionell mit Waffen ausgestatteten Moros zu wehren.

## Gründung
In den frühen 1970ern wurde die Organisation Nationale Befreiungsfront der Moros von Abul Khayr Alonto und Jallaludin Santos mit der Intention gegründet, einen unabhängigen Staat Bangsamoro, eine Nation des Volkes der Moro, zu schaffen. Zusammen mit muslimischen Kongressabgeordneten als Ratgebern, rekrutierte die Organisation junge Moslems der unterschiedlichen philippinischen Volksgruppen.
Jallaludin Santos war besonders angetan von Nur Misuari, einem Professor der Universität der Philippinen, und überzeugte Abul Khayrman, dass ihre Gruppe von dessen Charisma profitieren könne. Abul Khayr überredete Nur daraufhin, der Gruppe beizutreten. Die meisten Mitglieder und Förderer favorisierten Abul Khayr als Vorsitzenden, aber dieser lehnte ab und nominierte stattdessen Misuari für diese Position, der daraufhin auch gewählt wurde.

## Der Volksaufstand
In ihrer Anfangsphase war die Rebellion eine Serie von isolierten Aufständen, die sich schnell in ihrer Wirkung und Intensität ausweiteten. Nur Misuari schaffte es, die meisten Partisanen der Moro-Kämpfer zu versammeln und in dem System der MNLF zu integrieren.
Um das Ziel eines eigenen Moro-Staates durchzusetzen, begann die Gruppe damit, ihre bewaffneten Aktionen im Süden der Philippinen auszuweiten. Dies führte letztendlich zu einer Ausweitung des militärischen Konfliktes, dem Volksaufstand. Unterstützt wurde die Gruppe mit Waffen und Munition von Gönnern aus Libyen und Malaysia.
Während der Hochphase zwischen 1973 und 1975 verfügte der militärische Arm der MNLF, die Bangsamoro-Armee, über 30.000 bewaffnete Kämpfer. Die Zerstörungen und Verluste im zivilen und militärischen Bereich waren enorm. Man schätzt, dass die Auseinandersetzungen mehr als 50.000 Opfer forderte. Viele Menschen wurden im Laufe der Kämpfe, Anschläge und Militäraktionen verletzt, mussten fliehen oder wurden aus ihrer Heimat vertrieben.
Die Regierung antwortete zunehmend mit nichtmilitärischen Taktiken, wie der Ankündigung einer Umsetzung von wirtschaftlichen Hilfsprogrammen und politischen Zugeständnissen. Gleichzeitig schürte sie Streitereien innerhalb der MNLF, indem sie den Abtrünnigen Geld, Ländereien und Amnestie in Aussicht stellte. Diese Programme und der gleichzeitige Rückgang von Waffenlieferung aus Malaysia lähmte die Fortführung des Kampfes seitens der Moro-Kämpfer. 1976 geriet der Konflikt endgültig ins Stocken.

## Der Vertrag von Tripolis
Mit der Bestrebung die Feindseligkeiten zu beenden, entschied die philippinische Regierung im Jahr 1976, Friedensverhandlungen mit der MNLF aufzunehmen. Es begannen erste Gespräche zwischen der Regierung und den Moros unter der Schirmherrschaft der Organisation der Islamischen Konferenz. Die Verhandlungen führten zu einer Einigung zwischen der philippinischen Regierung und der MNLF, die in der libyschen Hauptstadt Tripolis am 15. Dezember 1976 unterzeichnet wurde. Der Vertrag sicherte den Moros nach der Umsetzung eines Waffenstillstandes ein autonomes Gebiet im Süden der Philippinen unter muslimischer Kontrolle zu.
Die Ruhephase dauerte nicht lange, denn bereits 1977 begannen in der Gruppe interne Auseinandersetzungen zwischen dem moderaten und dem konservativen Flügel, dem die Ergebnisse nicht weit genug gingen.
Unzufrieden über die Umsetzung der Verhandlungsergebnisse durch die philippinische Regierung, flammten die Kämpfe in der Folge immer wieder auf. Es folgten Streitereien über die Art und Weise, wie das eigentliche Hauptanliegen, die Errichtung eines unabhängigen Moro-Staates, durchgesetzt werden konnte. Dabei spielten unterschiedliche Auffassungen über die politischen Ziele, traditionelle Rivalitäten der verschiedenen Volksgruppen und das Konkurrenzdenken einiger Führer der Organisation eine treibende Rolle.
Als Ergebnis dieser Querelen innerhalb der MNLF lösten sich die konservativen Anhänger von der Organisation ab und schlossen sich, unter Salamat Hashim, zur Islamischen Befreiungsfront der Moros (Moro Islamic Liberation Front, MILF) neu zusammen, die zu einer eigenständig operierenden Organisation wurde. Andere Abtrünnige der MNLF formten die Bangsa Moro Liberation Organization.
In den folgenden Jahrzehnten kehrte kaum Ruhe in die muslimisch dominierten Regionen in Mindanao und Sulu ein und es kam immer wieder zu bewaffneten Auseinandersetzungen zwischen Regierungstruppen und muslimischen Rebellen.

## Die weiteren Friedensverhandlungen
1986 nahm die neue Präsidentin Corazon Aquino die Verhandlungen mit der MNLF, der stärksten der drei Fraktionen, wieder auf, um eine Lösung für das anhaltende Problem im Süden ihres Landes zu finden. Im September dieses Jahres fanden im Rahmen einer neuerlichen Waffenruhe erste Diskussionen statt, denen weitere Gespräche unter der Aufsicht der Organisation der Islamischen Konferenz folgten.
Im Januar 1987 unterzeichnete die MNLF eine Vereinbarung, der sich die MILF allerdings verweigerte. Nachdem die Bitte einer Mitgliedschaft der MNLF bei der Organisation der Islamischen Konferenz durch Bemühungen philippinischer Diplomaten abgelehnt wurde, erklärten Offizielle der MNLF im Februar 1988 die Fortführung ihres Aufstandes.
Die philippinische Regierung legte Ende der 1980er Jahre dann einen Plan vor, die Gründung eines autonomen muslimischen Bezirks ohne die Kooperation der MNLF umzusetzen. 1987 wurde der neue Bezirk Autonomous Region in Muslim Mindanao eingerichtet und im November 1989 fand eine Volksabstimmung in den Provinzen und Städten Mindanaos und des Sulu-Archipels statt, mit dem Ergebnis, dass lediglich zwei Provinzen aus Mindanao – Maguindanao und Lanao del Sur – und zwei weitere der Inselprovinzen – Sulu und Tawi-Tawi –, diesem Bezirk mehrheitlich beitreten wollten. Die offizielle Einweihung der ARMM fand am 6. November 1990 statt.

## Das endgültige Friedensabkommen
Das endgültige Friedensabkommen wurde schließlich am 2. September 1996 zwischen Präsident Fidel Ramos und Nur Misuari in Manila unterzeichnet. Darin bestätigte die MNLF die Abwendung von ihrem ursprünglichen Ziel, der Errichtung eines eigenen Moro-Staates. Nur Misuari wurde in der Folge zum Vorsitzenden der ARMM gewählt und eingesetzt.
In den Augen der MILF und anderer ehemaligen Kampfgenossen wurde diese Unterzeichnung allerdings als eine Kapitulation gewertet, die dazu führte, dass viele Mitglieder der MNLF zur MILF überliefen oder sich noch radikaleren Gruppen wie den Abu Sayyaf anschlossen.
Nur Misuari, der Anführer der MNLF wirft der Regierung allerdings vor dieses Friedensabkommen zu missachten, weshalb die Nationale Befreiungsfront der Moros erneut mit Kämpfen gegen die Regierung begann, welche bis heute andauern.